# Camp Springs (Maryland)
Pour les articles homonymes, voir Camp Springs.
Camp Springs est une census-designated place située dans le comté du Prince George, dans l’État du Maryland, aux États-Unis. Lors du recensement de 2020, elle comptait 22 734 habitants.